# Хоббс, Джек
Джек Хоббс (англ. Jack Hobbs; 18 августа 1988, Портсмут, Англия) — английский футболист, центральный защитник.

## Карьера

### Клуб
Джек Хоббс начал карьеру в десять лет. Сначала он играл за любительский «Мултон Хэррокс», а пару лет спустя перешёл в «Линкольн Сити». В возрасте 16 лет он впервые вышел на поле в составе первой команды. Это был матч Второй Лиги, в котором «Линкольн Сити» встречался с «Бристоль Роверс». Хоббс появился на поле всего на три минуты. Матч завершился вничью 1:1.
2 августа 2005 года после просмотра в «Ливерпуле» Хоббс подписал с мерсисайдцами контракт. Частью сделки по переходу Хоббса стало обязательство «Ливерпуля» сыграть товарищеский матч с «Линкольном». Игра состоялась 16 августа, став первой встречей этих команд на «Синсил Бэнк» с сезона 1960—1961 годов. В резервной команде «Ливерпуля» Хоббс дебютировал в возрасте 17 лет сезоне 2005—2006 и стал её капитаном после того, как Дэвид Рэйвен был арендован «Транмир Роверс».
В своём дебютном сезоне Хоббс сыграл важную роль в успехе молодёжной команды в розыгрыше Юношеского Кубка Англии. Летом 2006 года Хоббс несколько раз выходил на поле в составе первой команды «Ливерпуля» в товарищеских матчах. В матче против «Кайзерслаутерна» он допустил три результативных ошибки, из-за которых Красные уступили со счётом 2:3. Однако в следующем матче, в котором «Ливерпуль» уступил швейцарскому «Грассхопперу» 0:2, Хоббс был одним из немногих игроков мерсисайдского клуба, кто сыграл нормально.
28 апреля 2007 года имя Хоббса впервые фигурировало в заявке на матч «Ливерпуля» в английской Премьер-Лиге (игра против «Портсмута» на Фраттон Парк), но дебют Джека в первой команде тогда не состоялся и был отложен на будущий сезон. 2 декабря на 51-й минуте домашнего матча против «Болтон Уондерерс» при счёте 2:0 Хоббс вышел на замену получившему травму Джейми Каррагеру. В оставшееся время «Ливерпуль» забил ещё два мяча, при этом так и не пропустив в свои ворота, так что дебют Джека можно назвать удачным. Впервые в стартовом составе в матче Премьер-Лиги Хоббс появился 8 декабря 2007 года — «Ливерпуль» в гостях уступил «Редингу» 1:3, не в последнюю очередь из-за ряда серьёзных ошибок арбитра. В этом поединке у Джека было несколько хороших возможностей забить, но отличиться за свою команду он не сумел.
В январе 2008 года «Ливерпуль» приобрёл у петербургского «Зенита» центрального защитника Мартина Шкртела, и, чтобы получить практику выступлений за первую команду, Хоббс решил отправиться в аренду в «Сканторп Юнайтед», который подписал игрока до конца сезона 2007/08. 25 июля 2008 года Хоббс сроком на один сезон перешёл в аренду в «Лестер Сити». Это решение игрока было продиктовано тем, что в преддверии сезона 2008/09 «Ливерпуль» оказался хорошо укомплектован центральными защитниками.
В конечном итоге весной 2009 года Хоббс принял решение перейти в «Лестер Сити», которому он помог вернуться в Чемпионшип, на постоянной основе.

### Сборная
В конце сезона 2006/07 Хоббс трижды выходил на поле в составе сборной Англии для игроков младше 19 лет.

## Достижения
- Юношеский Кубок Англии: 2006
- Чемпион Первой лиги: 2009